# 대한민국 상법 제374조
대한민국 상법 제374조는 영업양도, 양수, 임대등에 대한 상법 회사법의 조문이다.

## 조문
제374조 (영업양도, 양수, 임대등) (1) 회사가 다음 각 호의 어느 하나에 해당하는 행위를 할 때에는 제434조에 따른 결의가 있어야 한다.

1. 영업의 전부 또는 중요한 일부의 양도

2. 영업 전부의 임대 또는 경영위임, 타인과 영업의 손익 전부를 같이 하는 계약, 그 밖에 이에 준하는 계약의 체결·변경 또는 해약

3. 회사의 영업에 중대한 영향을 미치는 다른 회사의 영업 전부 또는 일부의 양수

(2) 제1항의 행위에 관한 주주총회의 소집의 통지 또는 공고를 하는 때에는 제374조의2제1항 및 제2항의 규정에 의한 주식매수청구권의 내용 및 행사방법을 명시하여야 한다.

第374條(營業讓渡, 讓受, 賃貸等)① 회사가 다음 각 호의 어느 하나에 해당하는 행위를 할 때에는 제434조에 따른 결의가 있어야 한다. <개정 2011. 4. 14.>
1. 營業의 전부 또는 중요한 일부의 讓渡
2. 營業 전부의 임대 또는 경영위임, 타인과 영업의 손익 전부를 같이 하는 계약, 그 밖에 이에 준하는 계약의 체결·변경 또는 해약
3. 회사의 영업에 중대한 영향을 미치는 다른 회사의 영업 전부 또는 일부의 양수
② 第1項의 행위에 관한 株主總會의 召集의 통지를 하는 때에는 第374條의2第1項 및 第2項의 規定에 의한 株式買受請求權의 내용 및 행사방법을 명시하여야 한다. <신설 1995. 12. 29., 2014. 5. 20.>

## 판례
- 재산의 처분으로 말미암아 회사 영업의 전부 또는 일부를 양도하거나 폐지하는 것과 같은 결과를 가져오는 경우에는 영업양도와 다를 바 없어 상법 제374조 제1항 제1호를 유추적용한다[1]
- 주주총회의 특별결의가 있어야 하는 상법 제374조 제1항 제1호 소정의 '영업의 전부 또는 중요한 일부의 양도'라 함은 일정한 영업목적을 위하여 조직되고 유기적 일체로 기능하는 재산의 전부 또는 중요한 일부를 총체적으로 양도하는 것을 의미하는 것으로서, 이에는 양수 회사에 의한 양도 회사의 영업적 활동의 전부 또는 중요한 일부분의 승계가 수반되어야 하는 것이므로 단순한 영업용 재산의 양도는 이에 해당하지 않으나, 다만 영업용 재산의 처분으로 말미암아 회사 영업의 전부 또는 일부를 양도하거나 폐지하는 것과 같은 결과를 가져오는 경우에는 주주총회의 특별결의가 필요하다[2].

- 통상 회사를 양수한다는 것에는, 영업 주체인 회사로부터 영업 일체를 양수하여 회사와는 별도의 주체인 양수인이 양수한 영업을 영위하는 경우와 회사의 주식이나 지분권을 그 소유자로부터 양수받아 양수인이 회사의 새로운 지배자로서 회사를 경영하는 경우가 있는바, 전자의 경우는 영업의 주체인 회사가 양도인이 되어 양수인과 계약을 체결하고 양도·양수 후에도 양수인은 그 회사와는 별도의 주체로서 양수한 영업을 영위하는 것이나, 후자의 경우는 영업 자체를 양도·양수하는 것이 아니라 영업의 주체인 회사의 주식이나 지분권을 양도·양수하는 것이므로, 이 경우는 회사의 주식 또는 지분권을 소유하고 있는 주주 또는 지분권자 개인이 양도인이 되는 것이고 회사가 양도인이 될 수는 없다[3]

- 근저당권설정계약이 주주총회 특별결의를 요하지 않는다[4]

- 회사존속의 기초가 되는 영업재산을 처분할 당시 이미 영업을 폐지하거나 중단하고 있었던 경우, 상법 제374조 제1항 제1호에서 정한 주주총회 특별결의를 요하는지 않는다[5]
- 회사의 영업 그 자체가 아닌 영업용 재산의 처분이라고 하더라도 그로 인하여 회사 영업의 전부 또는 중요한 일부를 양도하거나 폐지하는 것과 같은 결과를 가져오는 경우에는 그 처분행위를 함에 있어서 상법 제374조 제1항 제1호 소정의 주주총회의 특별결의를 요한다[6]

### 회사존속의 기초가 되는 중요재산의 양도로 본 사례
1. 관광호텔업을 위해 설립한 회사가 호텔신축부지를 처분한 경우
2. 흄관의 제작판매를 업으로 하는 회사가 흄관제작에 꼭 필요한 흄관몰드를 처분한 경우
3. 광산업을 업으로 하는 회사가 광업권을 양도한 경우
4. 시장의 점포임대업을 업으로 하는 회사가 시장건물을 양도한 경우
5. 특허권을 소유하여 이를 이용한 공사의 수주를 주된 사업으로 하는 회사가 특허권을 양도하는 경우

- 회사의 유일한 영업자산인 토지를 양도하는 경우[7]

영업상 재산 전부인 토지 및 그 인허가권

### 회사존속의 기초가 되는 중요재산의 양도가 아니라고 본 사례
1. 금속제품생산업을 하는 회사가 온천개발을 준비하던 부동산을 양도한 경우
2. 회사가 사무실의 전세보증금채권을 양도한 경우

## 같이 보기
- 대한민국 상법 제41조